# Rapper Big Pooh
Rapper Big Pooh (nascido como Thomas Jones) é um rapper estadunidense membro do grupo Little Brother.
Gravou um álbum, Sleepers, em 2004. Colaborou com numerosos artistas, sobre todo membro do coletivo de hip hop Justus League.